# Narcocultura en México
La Narcocultura en México es una subcultura que ha crecido como resultado de la fuerte presencia de los diversos cárteles de la droga en todo México. De la misma manera que otras subculturas alrededor del mundo que están relacionadas con el crimen y el consumo de drogas (por ejemplo, Los neds escoceses   y los hooligans europeos,    o los gangstas callejeros estadounidenses, los cholos y los motociclistas fuera de la ley ),  la narcocultura mexicana ha desarrollado su propia forma de vestir, música, literatura, cine, creencias y prácticas religiosas y lenguaje (jerga) que la ha ayudado a convertirse en parte de la cultura dominante en algunas áreas del país, principalmente entre los jóvenes de clase baja y sin educación. La narcocultura es dinámica en el sentido de que existen diversas diferencias regionales dentro de México y entre quienes participan en ella.